# Kater
Kater è un film del 2016 diretto da Händl Klaus.

## Trama
Andreas e Stefan sono una coppia di musicisti gay benestanti di Vienna, la cui relazione viene messa alla prova quando Stefan, in un'improvvisa ed inspiegabile esplosione di violenza, uccide il loro amato gatto domestico Moses.

## Produzione
Dopo März (2008) questo è il secondo lungometraggio cinematografico di Händl Klaus. Le riprese si sono svolte da febbraio 2014 al marzo 2015 a Vienna. Il film è stato sostenuto dall'Österreichischen Filminstitut, dal Filmfonds Wien, dal Berner Filmförderung e dalla Filmstandort Austria. Il film è stato prodotto dalla Coop99 Filmproduktion.

## Distribuzione
La prima si è svolta il 13 febbraio 2016 nell'ambito del 66º Festival internazionale del cinema di Berlino nella sezione Panorama. In Austria, il film è stato proiettato il 1º novembre 2016 come parte della Viennale. L'uscita per i cinema è avvenuta in Austria il 4 novembre 2016 e in Germania il 24 novembre 2016.
Il film è uscito in DVD nel 2017.

## Riconoscimenti
- 2016 - Festival internazionale del cinema di Berlino
  - Teddy Award - Miglior lungometraggio
- 2016 - Hong Kong International Film Festival
  - Premio della giuria - Young Cinema[3]
  - Nomination Premio FIPRESCI
  - Nomination Premio Golden Firebird - Young Cinema
- 2016 - TLVFest - International LGBT Film Festival
  - Honorable Mention for a Narrative Feature[4]
- 2016 - Madrid International Lesbian Gay and Transsexual Film Festival
  - Best Script Award
- 2016 - Molodist International Film Festival
  - Nomination Miglior film LGBTQ a Klaus Händl
- 2017 - Österreichischer Filmpreis[5]
  - Nomination Miglior regista a Klaus Händl
  - Nomination Miglior fotografia a Gerald Kerkletz
  - Nomination Miglior montaggio a Joana Scrinzi
  - Nomination Miglior sceneggiatura a Klaus Händl
  - Nomination Miglior lungometraggio